# Asignatura aprobada
Asignatura aprobada és una pel·lícula espanyola de 1987 dirigida per José Luis Garci i escrita pel mateix director al costat d'Horacio Valcárcel. La pel·lícula va ser nominada al premi Oscar i Garci va guanyar el Goya al millor director, en un certamen on tenia una altra nominació a la millor direcció de producció.

## Argument
Després del fracàs de la seva última obra i l'abandó de la seva dona, José Manuel Alcántara decideix anar-se de Madrid a Astúries per a viure una vida tranquil·la com a col·laborador de radi i premsa. No obstant això, els seus errors del passat vindran com el seu fill rocker i el seu antic amor.

## Repartiment
- Jesús Puente
- Victoria Vera
- Teresa Gimpera
- Eduardo Hoyo
- Pastor Serrador
- Ana Rosa Quintana

## Producció
El projecte va néixer d'una conversa amb l'ex futbolista i en aquells dies gerent del Sporting de Gijón José Manuel Fernández García i d'una frase que va escriure a l'hotel de la Reconquista d'Oviedo abans d'anar a lliurar-li el Premi Príncep d'Astúries de les Arts a Luis García Berlanga que deia: "Sempre han sobrat dos dies en la meva vida, dos dies completament inútils, ahir i matí". Garci havia dit que fins que no dimitís o cedís José María Calviño com a director general de RTVE no continuaria fent cinema, i, als pocs dies que ell ho fes, va posar en marxa el projecte.
El rodatge es va dur a terme a Astúries, sobretot a la ciutat de Gijón, entre el 2 de novembre i el 23 de desembre de 1986. La pel·lícula va comptar amb un pressupost de 150 milions de pessetes. L'actriu Encarna Paso no va poder participar pel seu treball en el teatre, i li va donar el paper a Teresa Gimpera.

## Palmarès cinematogràfic
Premis Oscar
| Categoria                             | Resultat |
| ------------------------------------- | -------- |
| Millor pel·lícula de parla no anglesa | Nominada |

II Premis Goya
| Categoria                    | Persona         | Resultat  |
| ---------------------------- | --------------- | --------- |
| Millor director              | José Luis Garci | Guanyador |
| Millor direcció de producció | Mario Morales   | Nominat   |

Altres premis
- Premi ADIRCAE a la millor direcció: José Luis Garci.
- Premi ACE (Nova York): Millor actriu secundària: Teresa Gimpera.